# Chauvigné
Chauvigné (bretonisch: Kelvinieg) ist eine französische Gemeinde mit 807 Einwohnern (Stand: 1. Januar 2022) im Département Ille-et-Vilaine in der Region Bretagne. Sie gehört zum Arrondissement Fougères-Vitré und zum Kanton Val-Couesnon. Die Einwohner werden Chauvignéens und Chauvignéennes genannt.

## Auszeichnungen
Die Gemeinde erhielt 2022 die Auszeichnung „Zwei Blumen“, die vom Conseil national des villes et villages fleuris (CNVVF) im Rahmen des jährlichen Wettbewerbs der blumengeschmückten Städte und Dörfer verliehen wird.

## Geographie
Chauvigné liegt etwa 19 Kilometer westnordwestlich von Fougères. Umgeben wird Chauvigné von den Nachbargemeinden Val-Couesnon mit Tremblay im Norden, Saint-Marc-le-Blanc im Osten, Le Tiercent im Südosten, Saint-Christophe-de-Valains im Süden, Vieux-Vy-sur-Couesnon im Südwesten sowie Romazy im Westen.

## Geschichte
Auf dem Gebiet der Gemeinde wurden prähistorische Funde gemacht. 
Während des römischen Reiches lag der Ort an der Straße von Rennes über Avranches und Corseul nach Jublains. 
Im 11. Jahrhundert wird der Ort und die Kirche von Chauvigné erstmals erwähnt. Ein Ortsadel mit dem Namen Gradelon existierte zu dieser Zeit. 
Von Ende des 19. Jahrhunderts bis in die 1990er Jahre halbierte sich die Einwohnerzahl. Die fast ausschließliche Abhängigkeit von der Landwirtschaft machte sich deutlich bemerkbar. Lediglich die Granitbrüche kamen als neue Erwerbsquelle hinzu.

## Bevölkerungsentwicklung
| Jahr                       | 1962 | 1968 | 1975 | 1982 | 1990 | 1999 | 2006 | 2017 |
| Einwohner                  | 789  | 741  | 704  | 617  | 566  | 575  | 710  | 845  |
| Quellen: Cassini und INSEE |      |      |      |      |      |      |      |      |

## Sehenswürdigkeiten
- Pfarrkirche Notre-Dame-de-l’Assomption mit Langhaus und Apsis aus dem 12. Jahrhundert, Umbauten im 16., 18. und 19. Jahrhundert

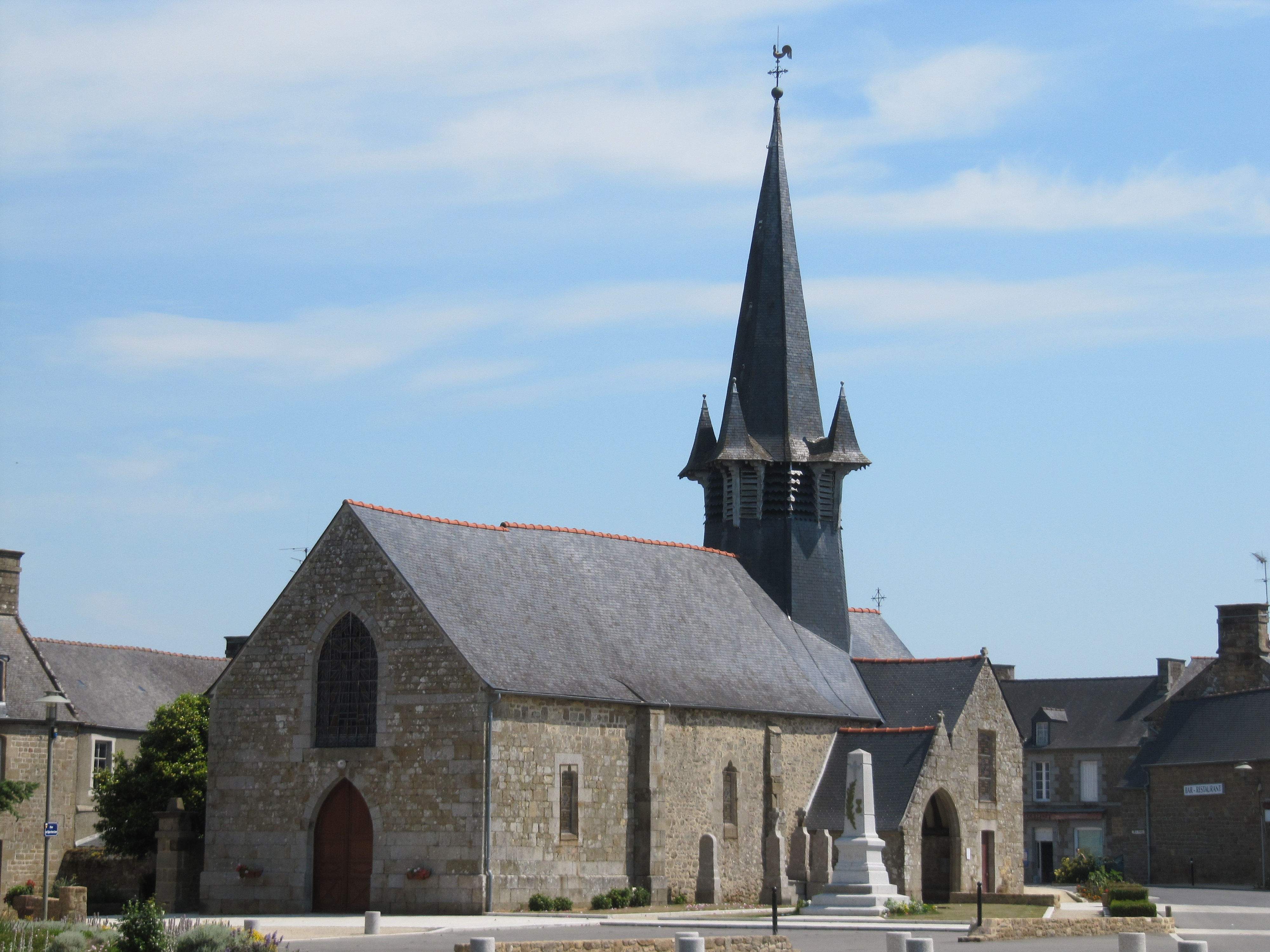
Pfarrkirche Notre-Dame-de-l’Assomption

## Gemeindepartnerschaften
Mit der deutschen Gemeinde Steinfeld in Unterfranken (Bayern) besteht seit 1992 eine Partnerschaft.

## Persönlichkeiten
- Guillaume-René Meignan (1817–1896), Erzbischof von Tours 1884–1896, Kardinal